# Hidalgo (Jesús de la Helguera)
Hidalgo, también conocida como Miguel Hidalgo y Costilla (1753-1811), es una obra del artista mexicano Jesús de la Helguera (Chihuahua, México, 1910-Ciudad de México, México, 1971), elaborado como un calendario especial para la Cigarrera 'la Moderna'.

## Descripción de la obra
En la parte central de la obra se observa a Miguel Hidalgo mirando hacia un costado, con un efecto de luz que da hacia su rostro, mismo que aporta un mayor dramatismo a la pintura. Con su brazo derecho en alto, sostiene con su otra mano el llamado "Blasón de Hidalgo" (no confundirse con el estandarte de Hidalgo) con la imagen de la Virgen de Guadalupe ante el vuelo de una paloma blanca, alegoría de la paz. A sus pies se encuentran las cadenas rotas símbolo de la abolición de la esclavitud. A espaldas de Hidalgo se observa a la Niké o Victoria alada posado en espiral, que besa la frente del Padre de la Patria y se encuentra a punto de coronarlo con laureles, símbolo de triunfo.

## Discurso nacionalista
La obra de Helguera estuvo fuertemente ligado al periodo conocido como el Milagro mexicano, época de desarrollo y modernización del país, y con la era posrevolucionaria, los cuales eran perceptibles en el gobierno de Adolfo López Portillo. En el ámbito cultural, repercutió el movimiento de la Escuela mexicana de pintura de ahí la preeminencia de los temas patrióticos y nacionalistas. Sus pinturas plasmadas y difundidas en cromos y calendarios, buscan reflejar, como parte del ímpetu nacionalista, un México idealizado y mitificado con el fin de crear un símbolo de la mexicanidad.
En el caso de la pintura de Miguel Hidalgo forma parte de la iconografía histórica en la que cada personaje que se desee elogiar es al mismo tiempo héroe, mito y leyenda. Hidalgo es uno de los héroes decimonónicos claves del nacionalismo criollo, aspecto que el artista buscó reflejar en cada uno de los elementos iconográficos de la obra, por ejemplo las cadenas que en este caso son símbolo del yugo español, del cual Hidalgo buscó libertar al país, según la historia oficial, al ser el que encabezó el movimiento de Independencia.

## Uso de la obra
Esta pintura fue elaborada con el fin de ser un calendario especial para la Cigarrera 'La Moderna', con la cual había trabajado en anteriores ocasiones.
Durante los festejos del Bicentenario de la Independencia de México, el Banco de México eligió la imagen de Hidalgo plasmada por Helguera para la elaboración de la edición conmemorativa de los billetes de 200 pesos mexicanos al representar el inicio del movimiento independentista. Dicha figura se encuentra en el anverso de estos billetes.